# Пођо Нуово-Казалине (Терни)
Пођо Нуово-Казалине је насеље у Италији у округу Терни, региону Умбрија.
Према процени из 2011. у насељу је живело 50 становника. Насеље се налази на надморској висини од 360 м.